# Piccoli naufraghi
Piccoli naufraghi è un film del 1939, diretto da Flavio Calzavara. Conosciuto a livello internazionale con il titolo The Little Adventurers.
Basato sull'interpretazione di 13 piccoli attori esordienti, è uno dei pochissimi film per ragazzi realizzato dalla cinematografia italiana degli anni trenta e risente del clima di propaganda legato all'invasione italiana dell'Etiopia.

## Trama
Nel 1935, quando l'Italia invade l'Etiopia, alcuni giovanissimi allievi di un professore che è partito volontario chiedono anche loro di arruolarsi per seguirlo. Respinti a causa della giovane età, riescono ad imbarcarsi clandestinamente sul piroscafo "Perseo" diretto a Massaua. Scoperti, vengono messi a far lavori di pulizia in attesa di poterli sbarcare nel primo porto. Ma prima di arrivarci la nave va a picco a causa di un fortunale. Nel naufragio uno dei ragazzini perde la vita ed il professore resta gravemente ferito. I superstiti riescono a salvarsi portando con sé il ferito e raggiungono con una scialuppa un'isola deserta, dove il professore muore poco dopo. I ragazzi allestiscono una sistemazione di fortuna in attesa che qualcuno passi da lì per recuperarli.
La salvezza sembra arrivare qualche tempo dopo, quando al largo dell'isola getta l'ancora un veliero. Ben presto però i ragazzi si rendono conto che invece dell'aiuto sperato, quella è una nave di contrabbandieri che stanno vendendo armi agli etiopi e che quell'isola deserta è appunto la loro base segreta. I malfattori si accorgono dei ragazzi e li imprigionano, poi decidono di liberarsene con la violenza in quanto scomodi testimoni dei loro traffici. Ma, dopo una serie di peripezie, gli intraprendenti piccoli naufraghi riusciranno ad impadronirsi del veliero ed a sventare l'attività dei malviventi.

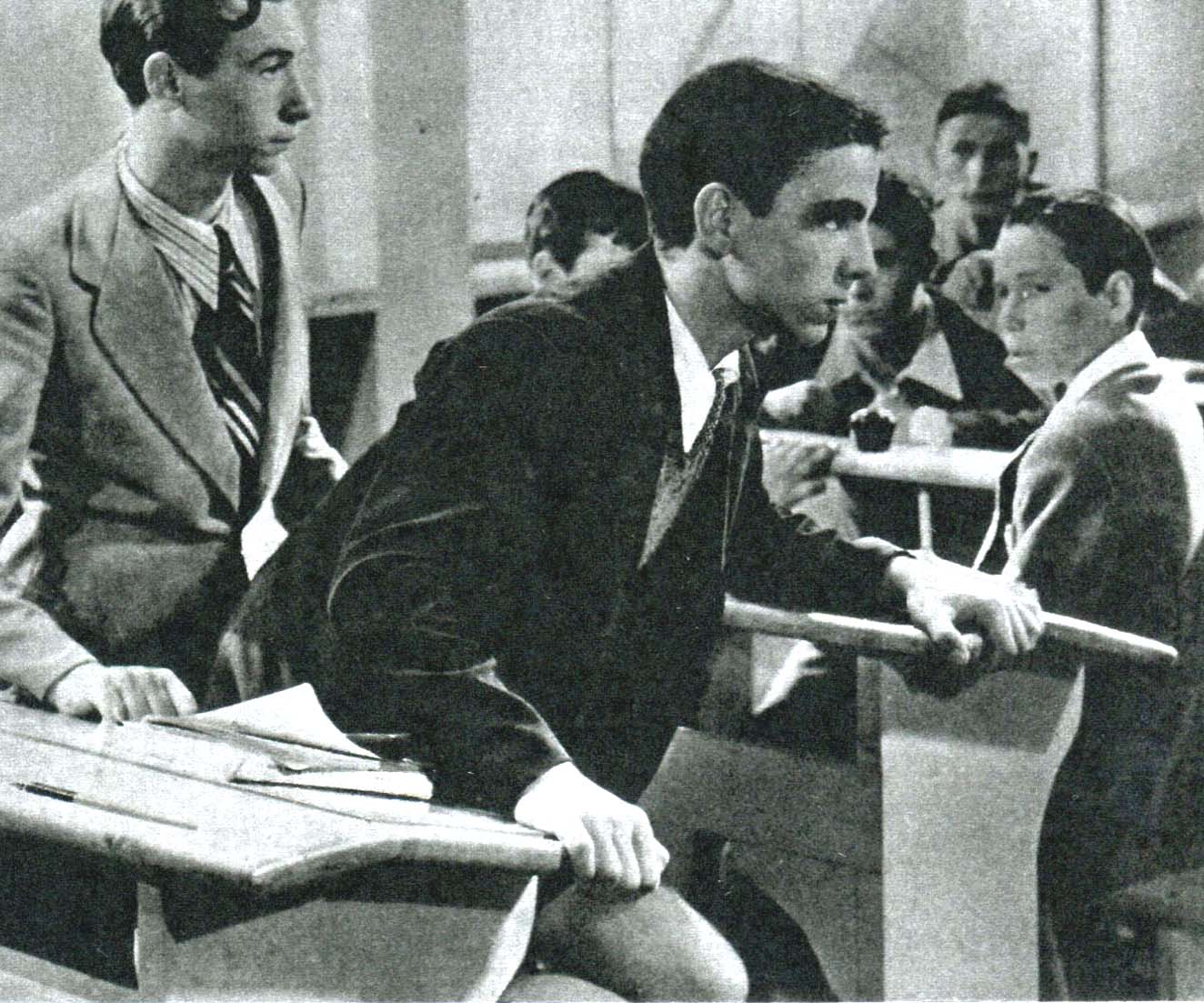
In piccoli naufraghi l'abbandono scolastico viene giustificato dal clima di propaganda legato alla proclamazione dell'impero

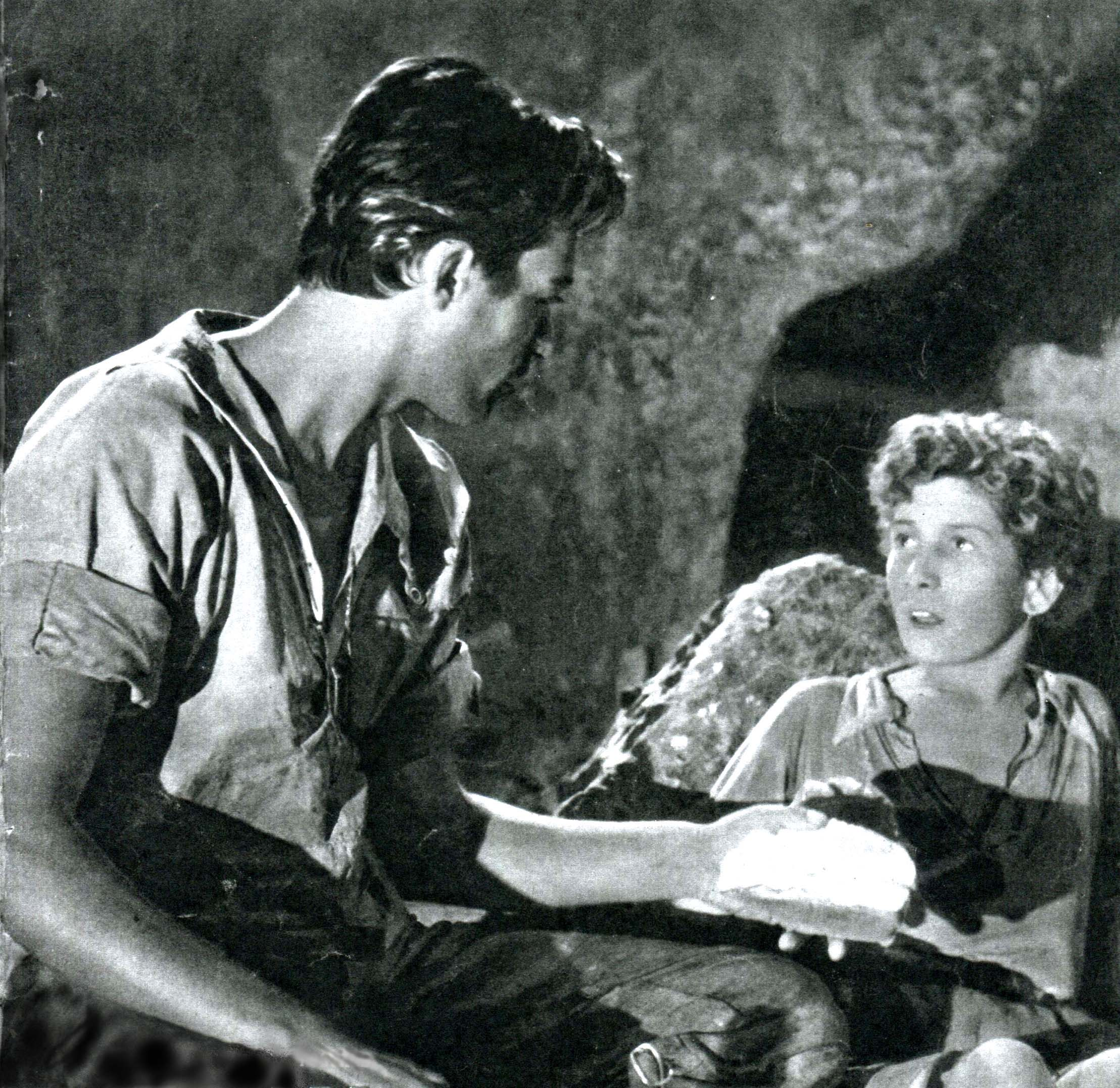
Nel film il ruolo degli interpreti adulti risulta abbastanza marginale

## Realizzazione del film

### Soggetto
Piccoli naufraghi, primo lungometraggio diretto da Calzavara, nasceva da un soggetto originale scritto da Giuseppe Zucca, abituale collaboratore di Blasetti (La corona di ferro e Un'avventura di Salvator Rosa) così come lo stesso Calzavara che nel 1934 era stato suo assistente sul set di Vecchia guardia. Proprio a quella pellicola Zucca fa risalire la sua prima idea di un film con ragazzi, avendo visto con quale disinvoltura il piccolo interprete di quel film di propaganda, Mario Brambilla, aveva sostenuto il suo ruolo. «Lì nacque l'idea - ha scritto - di un film di ragazzi, un bel gruppo di ragazzi italiani, ragazzi veri, non piccoli eroi deamicisiani. Purtroppo quattro anni fa sarebbe stato il primo film di ragazzi ed invece adesso il primo è stato I ragazzi di via Pal, anche se quelli sono il prodotto di leziosità letterarie mentre i Piccoli naufraghi sono autentici piccoli uomini».

### Produzione
Dopo aver atteso quattro anni, Piccoli naufraghi trovò infine una società produttrice, la "Alfa film", che si associò in questo caso con la "Mediterranea", già impegnata nello stesso anno con un secondo film di tema "africano" (Sotto la croce del sud). Entrambe le società avevano iniziato nel 1938 la propria attività, che tuttavia cessarono l'anno successivo, nonostante avessero realizzato alcuni altri film di discreto successo. Le riprese iniziarono alla fine di luglio del 1938 negli stabilimenti Pisorno di Tirrenia, dove ad agosto il film si trovava ancora in lavorazione. In seguito la troupe si trasferì all'Isola del Giglio, sulla quale in condizioni di alloggio spartane e tra non poche difficoltà logistiche vennero girati gli esterni. Qui il produttore si trovò alle prese con l'abbandono del "set", per precedenti impegni, dell'operatore Gallea: fu chiamato a sostituirlo Aldo Tonti, ed anche per lui - così come per il regista Calzavara - si trattò del debutto.

### Interpreti
Al fianco di alcuni interpreti adulti (tra cui il futuro regista Riccardo Freda, qui Santelmo), protagonisti assoluti furono dodici giovani di età compresa tra i 10 ed i 13 anni provenienti dalle più diverse estrazioni sociali. Essi vennero appositamente selezionati tra i circa 1.600 che avevano risposto ad un annuncio pubblicato sul Messaggero, e, dopo la selezione, vennero sottoposti, prima dell'inizio delle riprese, ad addestramento da parte di istruttori della GIL. Ad essi venne affiancato un ragazzino somalo, Ali Ibrahim Sidali, che già aveva partecipato nel 1937 al film Sentinelle di bronzo. Alcuni dei ragazzi protagonisti espressero la volontà di avviare con Piccoli naufraghi una propria carriera cinematografica, ma solo due di loro (Artese e Melchiorri) ottennero parti, e di scarso rilievo, nei primi anni quaranta.

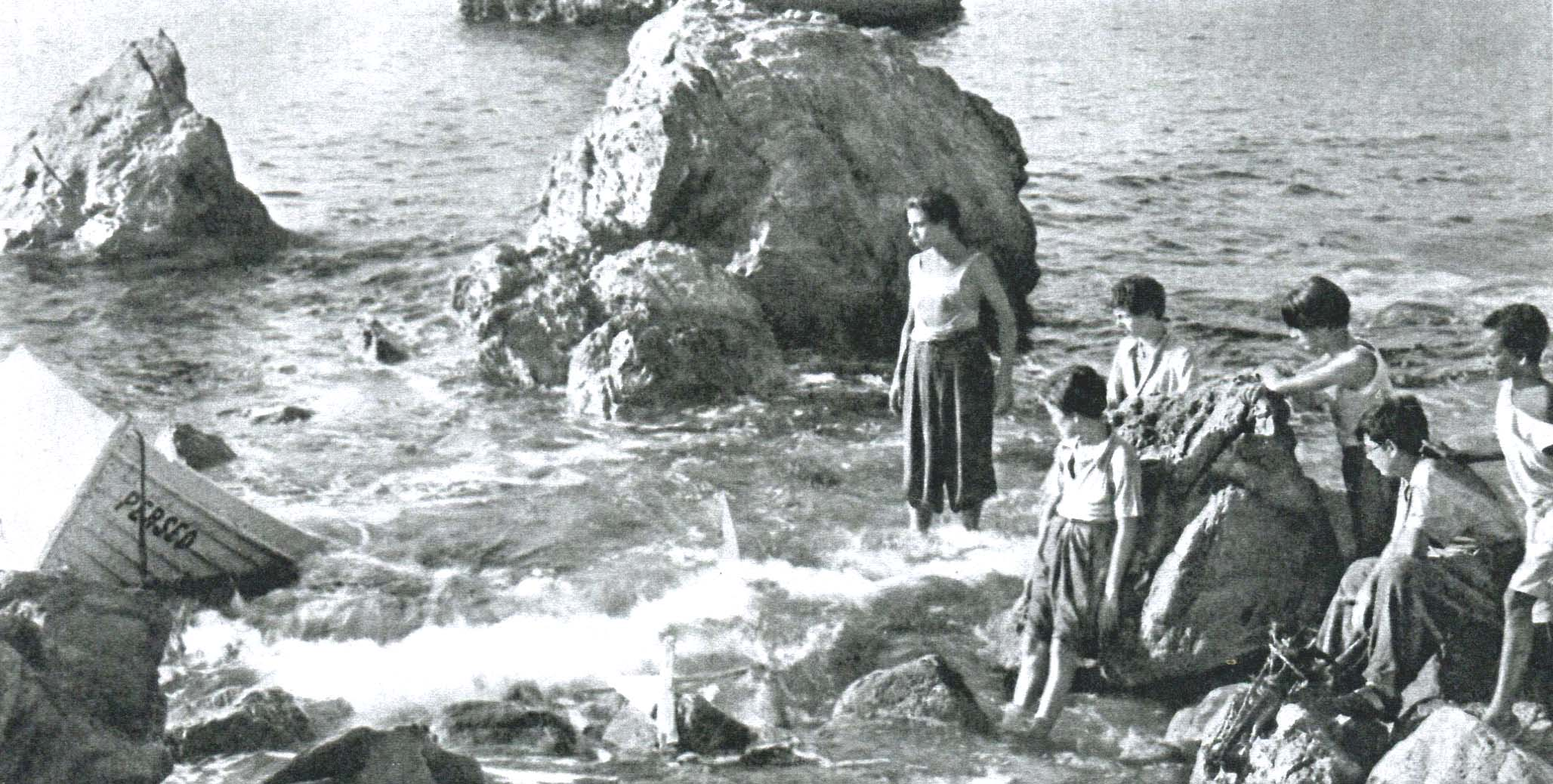
Gli esterni furono girati sull'isola del Giglio

### Contesto storico
Sin dal 1936 il regime aveva premuto affinché la produzione cinematografica italiana esaltasse le conquiste coloniali: «il cinema può servire l'impero anche come arte e sarà la realtà stessa ad ispirare gli artisti cosicché anche l'impero italiano avrà i suoi Kipling». Piccoli naufraghi doveva quindi rappresentare la versione per la gioventù di questa tematica e l'importanza attribuita, per questo motivo, al film è testimoniata, oltre che dalla collaborazione fornita dalla GIL, dalla visita che il Ministro Cobolli Gigli fece al "set" di Tirrenia, e dal fatto che il regime insistette affinché i ragazzi indossassero la divisa da "balilla", richiesta che a fatica la produzione riuscì ad eludere.

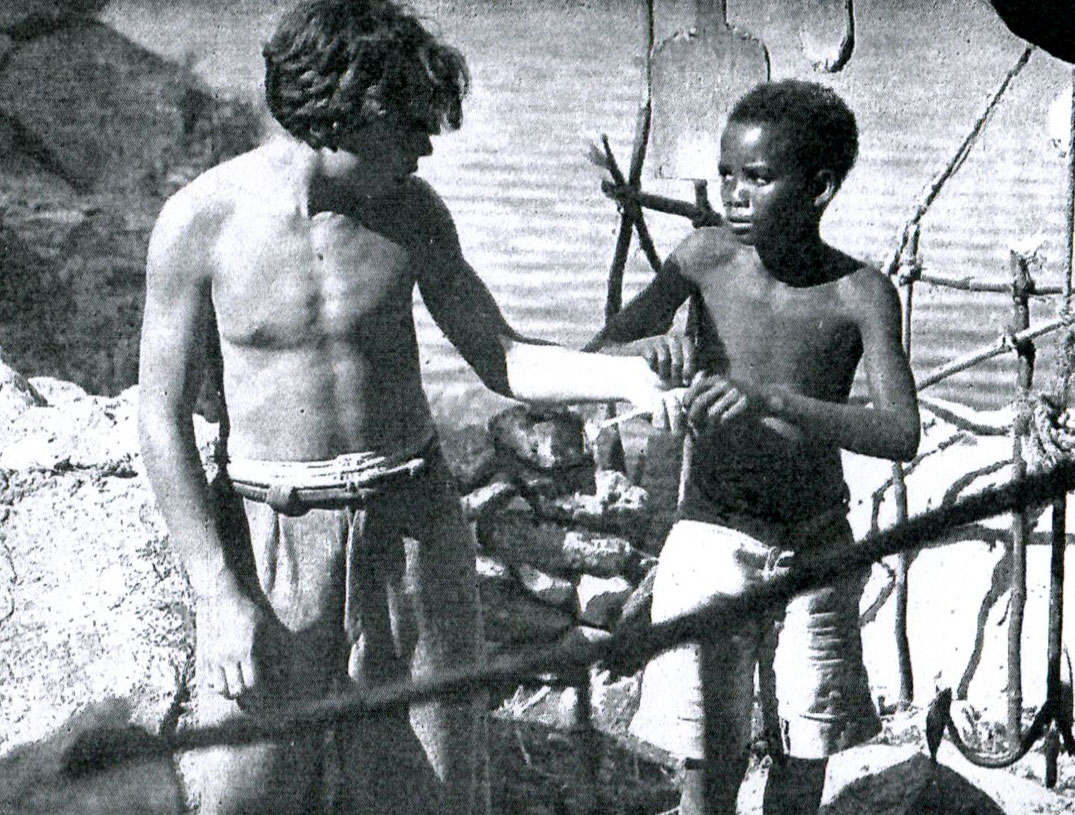
Tra i giovani attori anche un ragazzino di origini somale, Ali Ibrahim Sidali

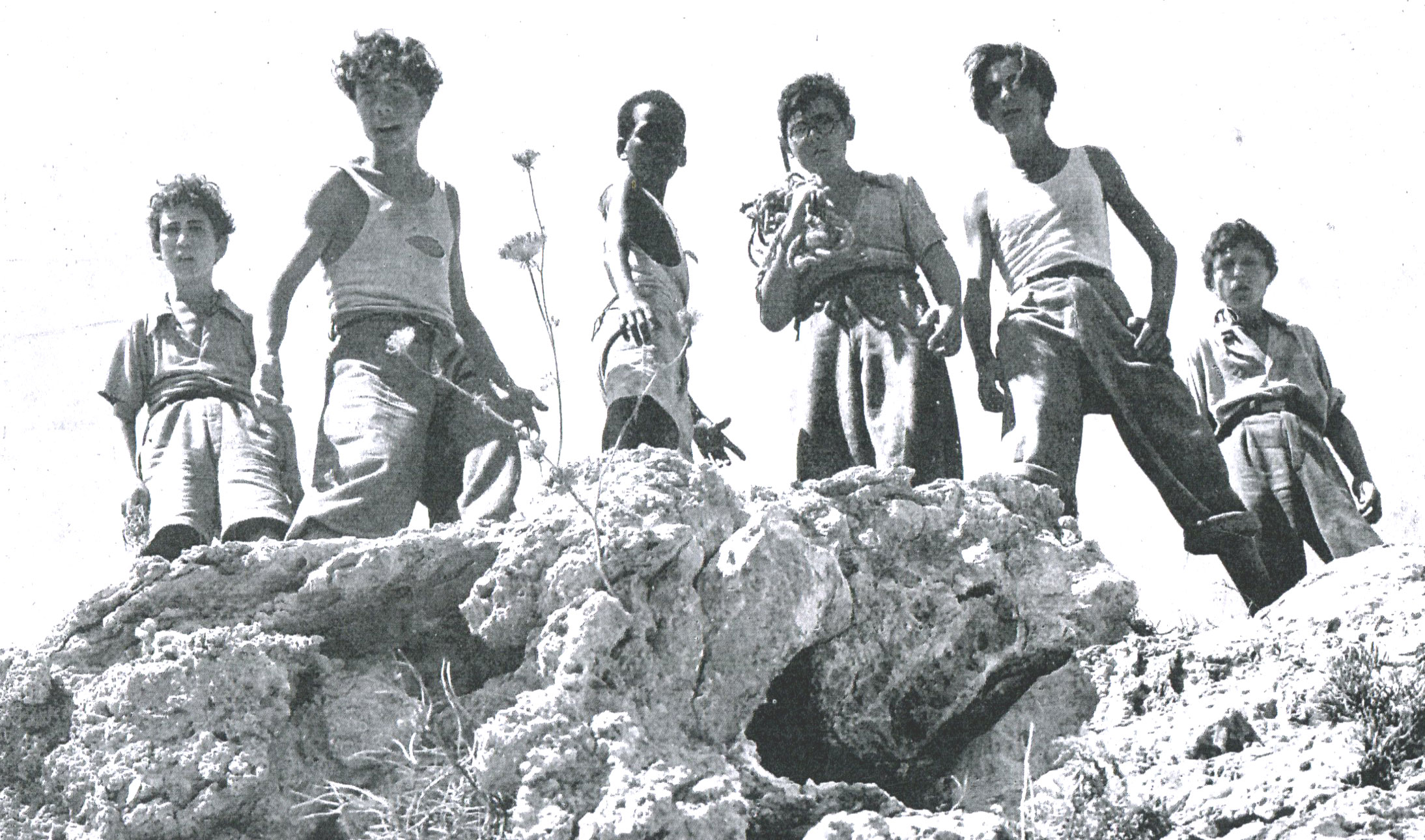
Piccoli naufraghi rimase uno dei pochissimi film per ragazzi nel cinema italiano degli anni trenta

## Accoglienza
Ottenuto il visto favorevole della censura nel febbraio 1939, Piccoli naufraghi iniziò a circolare nelle sale tra marzo ed aprile di quell'anno, ricevendo un'accoglienza di simpatia della critica, mentre non è noto, come per tutte le pellicole italiane degli anni trenta, quale ne sia stato l'esito commerciale.

### Commenti contemporanei
Nella critica del tempo Piccoli naufraghi venne elogiato per diversi motivi, ma solo Film scelse un tono apertamente propagandistico, definendolo «un film del nostro tempo (con) tredici ragazzi che sono proprio i ragazzi di Mussolini, arditi, pronti, intelligenti avventurosi e sagaci». Secondo il Corriere della sera, esso, avendo il pregio di riprendere e portare all'attualità il mito di Robinson Crusoe, «merita di accattivarsi tutte le simpatie e l'interesse del pubblico», mentre per La Stampa «Calzavara, alla sua prima prova, è riuscito: il film conta e persuade per i suoi innegabili meriti, per l'intelligente impegno che vi si è profuso, per le grosse difficoltà superate, per apparire almeno singolare nella nostra recente produzione». Anche il severo Adolfo Franci riconobbe il «nobile tentativo di film per ragazzi interpretato da ragazzi sull'esempio di quel che si è fatto in America».

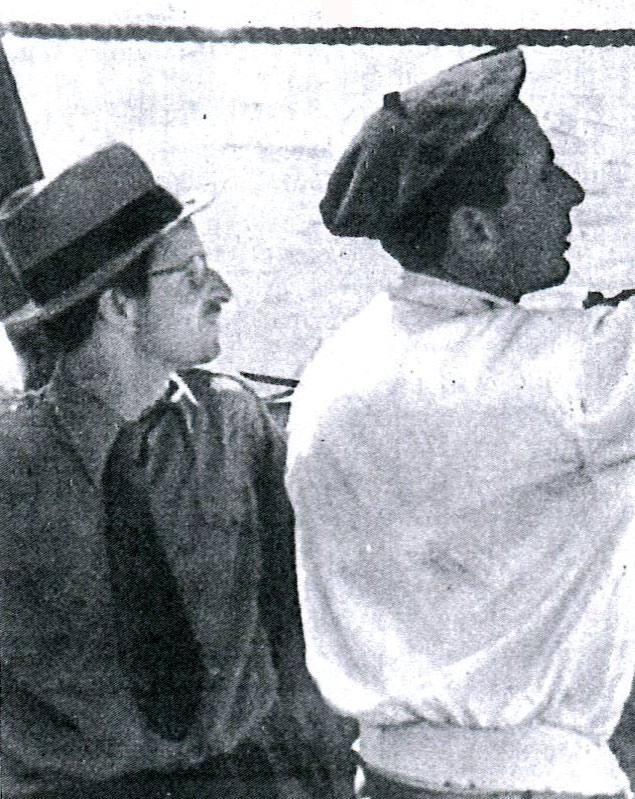
L'operatore Aldo Tonti ed il regista Calzavara, entrambi esordienti, sul set del film all'isola del Giglio

Più attenti agli elementi tecnici i commenti di Bianco e nero («Bisognava insistere su due o tre giovani personaggi, tuttavia questa manchevolezza non toglie i pregi artistici e prima di tutto occorre segnalare l'idea di fare un film del genere che non si affida al divismo; in conclusione un film più divertente che importante») e di Cinema, secondo il quale «dopo un inizio lento e scialbo, il film si avvia con più speditezza a raggiungere un suo preciso carattere ed un'intensità drammatica ricca di effetti». Sullo stesso periodico Piccoli naufraghi ricevette anche un apprezzamento da Michelangelo Antonioni, al tempo collaboratore della testata, che analizzando la produzione italiana del 1939, riconobbe che «Calzavara per primo ha affrontato il tema delle avventure di ragazzi, scantonando in una lieve retorica che però non ha sminuito le buone intenzioni del film».

### Commenti successivi
Nei giudizi retrospettivi, Piccoli naufraghi viene annoverato tra i "film africani" di impronta coloniale, legati alla proclamazione da parte del regime dell'impero, dopo la conquista dell'Etiopia, come Luciano Serra pilota, oppure Abuna Messias, uscito anch'esso nel 1939. È quindi considerato «un interessante tentativo di film per l'infanzia che adatta per un pubblico di adolescenti un soggetto legato alla guerra di Etiopia, con ragazzi che dimostrano l'entusiasmo anche della gioventù per la "nobile causa" e con l'astuzia di affiancare ai ragazzi italiani anche un loro coetaneo somalo, per dimostrare che i "buoni africani" scelgono di battersi dalla parte giusta della civiltà e della cultura».